# Askøy
Askøy és un municipi illa situat al comtat de Vestland, Noruega. Té 28.380 habitants (2016) i la seva superfície és de 101.11 km². El centre administratiu del municipi és Kleppestø. Altres pobles importants de l'illa són Florvåg, Erdal, Ask i Hetlevik.
Des que es va inaugurar el pont d'Askøy el 1992, que connecta la ciutat amb Bergen, el municipi ha experimentat un ràpid augment de població. És també l'illa més poblada de Noruega.

## Informació general

### Nom
La primera part del nom Askøy prové de la granja Ask (en nòrdic antic: Askr), que significa «freixe», mentre que la terminació øy significa «illa». Per tant, Askøy significa illa del freixe. Fins al 1918 el nom s'escrivia Askøen.

### Escut d'armes
L'escut d'armes se'ls va concedir el 28 de setembre de 1961. L'escut és parlant i mostra un freixe (Ask) en una illa (øy) amb ones a la base de l'escut. Els colors són verd i blanc.

## Geografia

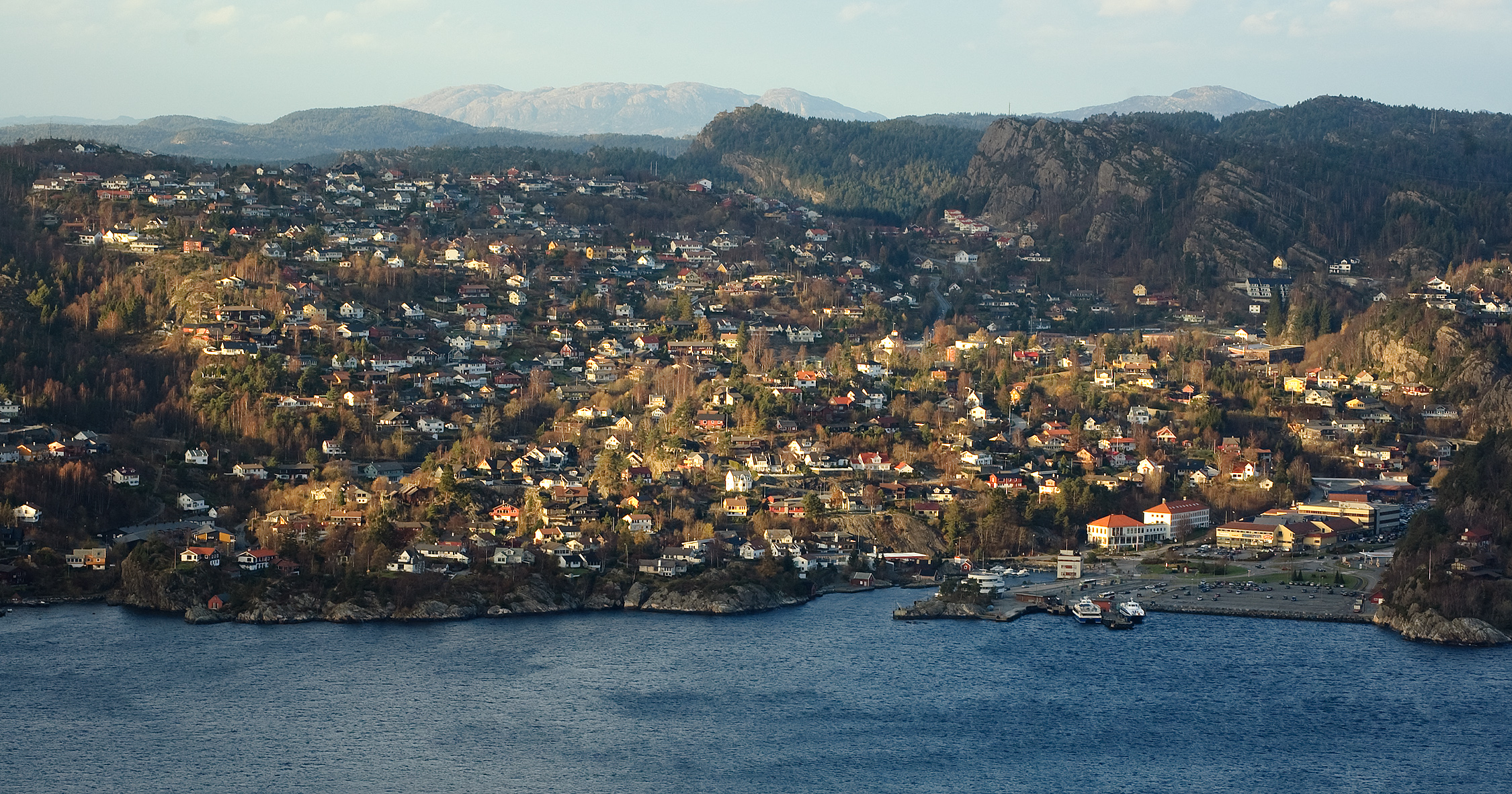
Vista de Kleppestø, centre administratiu i localitat més poblada del municipi.

Askøy és un municipi situat completament en l'illa principal homònima i l'illa de menys importància de Herdla, encara que també pertanyen a l'illa molts illots. El municipi està envoltat per tres fiords: el Hjeltefjorden, a l'oest i al nord; Byfjorden a l'est; i Herdlefjorden al nord-est. El municipi limita al nord amb Radøy, amb Meland al nord-est, amb Bergen al sud-est, amb Fjell al sud-oest, i amb Øygarden al nord-oest.
Askøy té una de les poblacions de més ràpid creixement de Noruega, a causa de l'afluència de nous habitants de Bergen, Midhordland i Nordhordland després de l'obertura del pont d'Askøy el 1992. Al nord d'Askøy es troba l'illa de Herdla, una popular zona d'esbarjo on s'hi troba un antic aeroport alemany en desús, que es va utilitzar a la Segona Guerra Mundial.
La densitat de població més elevada del municipi es troba a la costa sud i a l'est. Kleppestø i Strusshamn estan situats a la costa sud i Florvåg és a la costa est. Florvåg va estar connectat amb el centre de Bergen durant moltes dècades a través de diferents transbordadors. Les parts nord i oest de l0illa són escassament poblades.
Hi ha un gran llac a la part sud-est de l'illa, l'Askevatnet. La muntanya més alta de l'illa és l'Askefjellet. L'àrea de recreació de Kollevågen es troba a la part occidental de l'illa.